# Enflikig kasuar
Enflikig kasuar (Casuarius unappendiculatus) är en mycket stor flygoförmögen fågel i familjen kasuarer.. Den förekommer endemiskt på Nya Guinea. Från att tidigare ansetts ha varit hotad listar IUCN den sedan 2017 som livskraftig.

## Utseende och läten
Enflikig kasuar är en mycket stor kasuar med en kroppslängd på 1,2–1,5 meter, av de tre kasuararterna mellerst i storlek. Den är liksom sina släktingar flygoförmögen med en hård och styv fjäderdräkt, en trekantig låg kask på huvudet, rosa kinder och röda fläckar av skinn halsen. Enflikig kasuar har endast en hudflik (därav namnet, hjälmkasuaren har två och dvärgkasuaren inga) som hänger ner likt ett finger från strupens mitt. Adulta fågeln är svart. Färgen på halsen varierar, men har vanligen rött eller gult längst ner runtom. Ögat är ofta matt gult. Kasken är blå eller brun och är platt där bak, ej bakåtböjd och knivbladsliknande som hos hjälmkasuaren. Bland lätena hörs stönande och vrålande ljud.

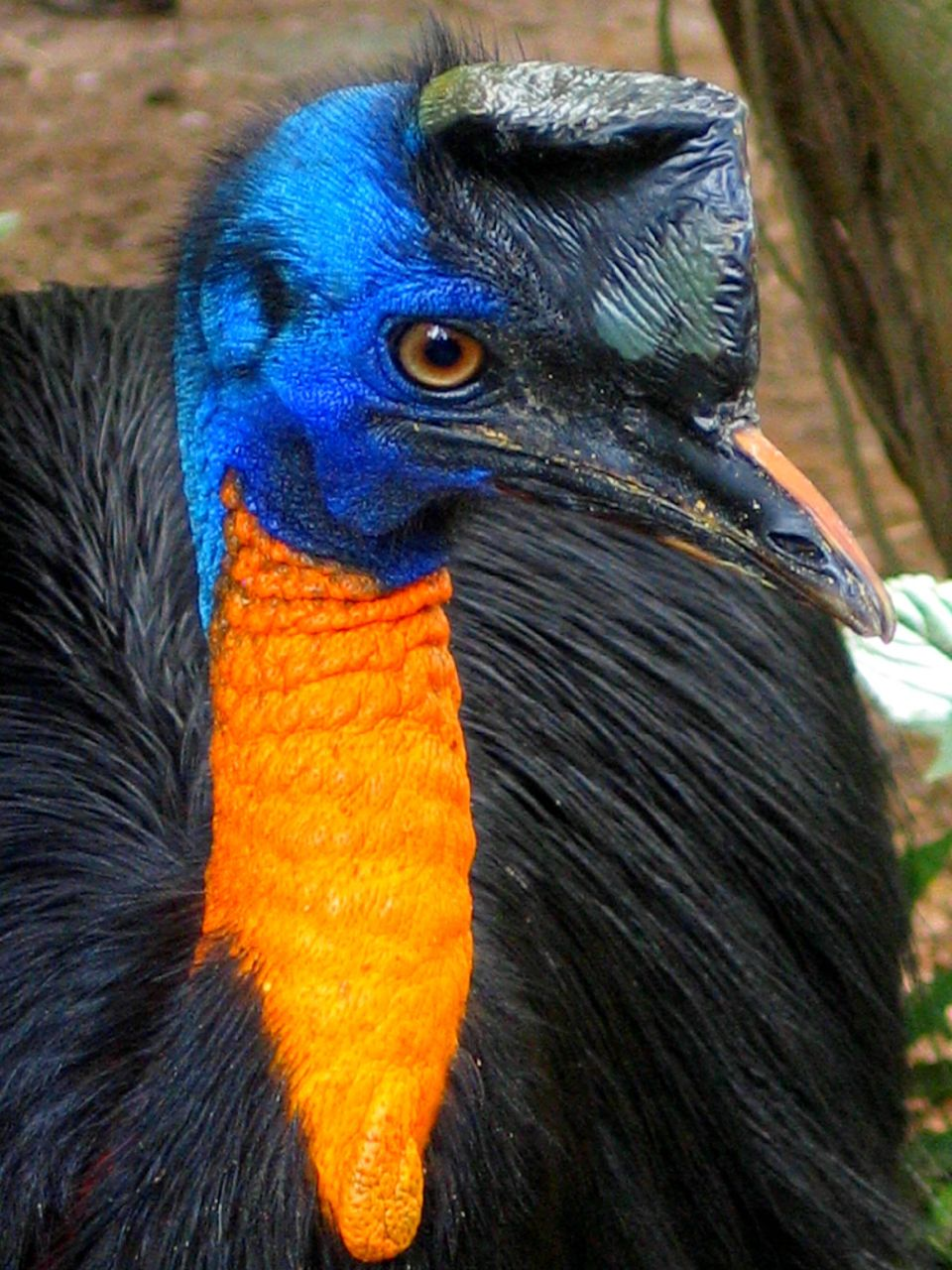
Närbild av huvudet.

## Utbredning och systematik
Fågeln förekommer på och kring Nya Guinea: på de västpapuanska öarna Batanta och Salawati, västra och norra delen av huvudön från Vogelkophalvön till Astrolabeviken samt på ön Yapen. Den behandlas idag som monotypisk, det vill säga att den inte delas in i några underarter.

## Levnadssätt
Fågeln bebor låglänta skogar, även sumpskogar, upp till 700 meters höjd. Dess ekologi är dåligt känd, men tros likna hjälmkasuarens. Den har rapporterats leva huvudsakligen på frukt, men även ryggradslösa djur och små ryggradsdjur. Den tros ha en viktig roll på Nya Guinea i spridningen av frön.

## Status
Arten kategoriserades fram till 2017 som sårbar av internationella naturvårdsunionen IUCN på grund av habitatförlust och jakt. Studier visar dock att populationen är större än man tidigare trott och att jakt inte har lika stor påverkan på arten. Numera kategoriseras den därför som livskraftig.

## Namn
Fågelns vetenskapliga artnamn unappendiculatus syftar liksom det svenska namnet på artens diagnostiska enda hudflik.